# Aléxandros Ipsilantis
Aléxandros Ipsilantis (en griego: Αλέξανδρος Υψηλάντης) (12 de diciembre de 1792–31 de enero de 1828) miembro de una rica familia Fanariota, fue un general griego y líder de la Filikí Etería (Φιλική Εταιρεία, o Sociedad Amistosa, Sociedad de Amigos o Sociedad de Compañeros), la sociedad secreta cuyo objetivo era la independencia de Grecia, que se encontraba bajo control otomano.
Tras ordenar la sublevación de Galati, fue derrotado en la batalla de Drăgășani en junio de 1821, huyó al Imperio austríaco, donde estuvo encarcelado en el castillo Palanok hasta su liberación en 1827.